# انزکان
انزکان (به فرانسوی: Inezgane) یک شهر در مراکش است که در منطقه سوس ماسه واقع شده‌است. انزکان ۱۳۰٬۳۳۳ نفر جمعیت دارد.